# شهرستان دیکینسون (میشیگان)
شهرستان دیکینسون، میشیگان (به انگلیسی: Dickinson County, Michigan) یک سکونتگاه مسکونی در ایالات متحده آمریکا است که در میشیگان واقع شده‌است.